# Le Désert (David)
Pour les articles homonymes, voir Désert (homonymie).
Ne pas confondre avec l'ancienne commune française Le Désert.

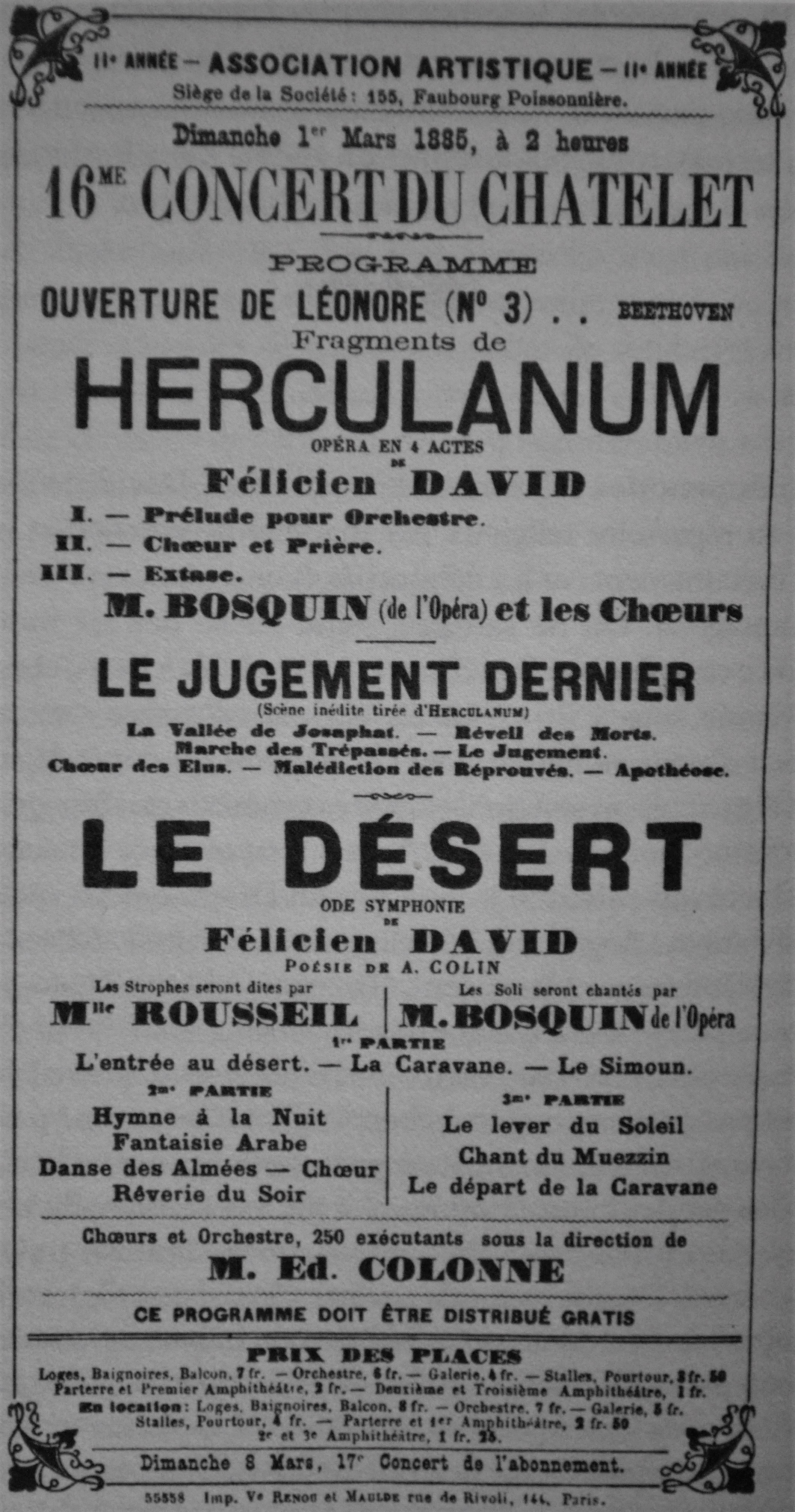
Affiche de la reprise en concert le 1 mars 1885

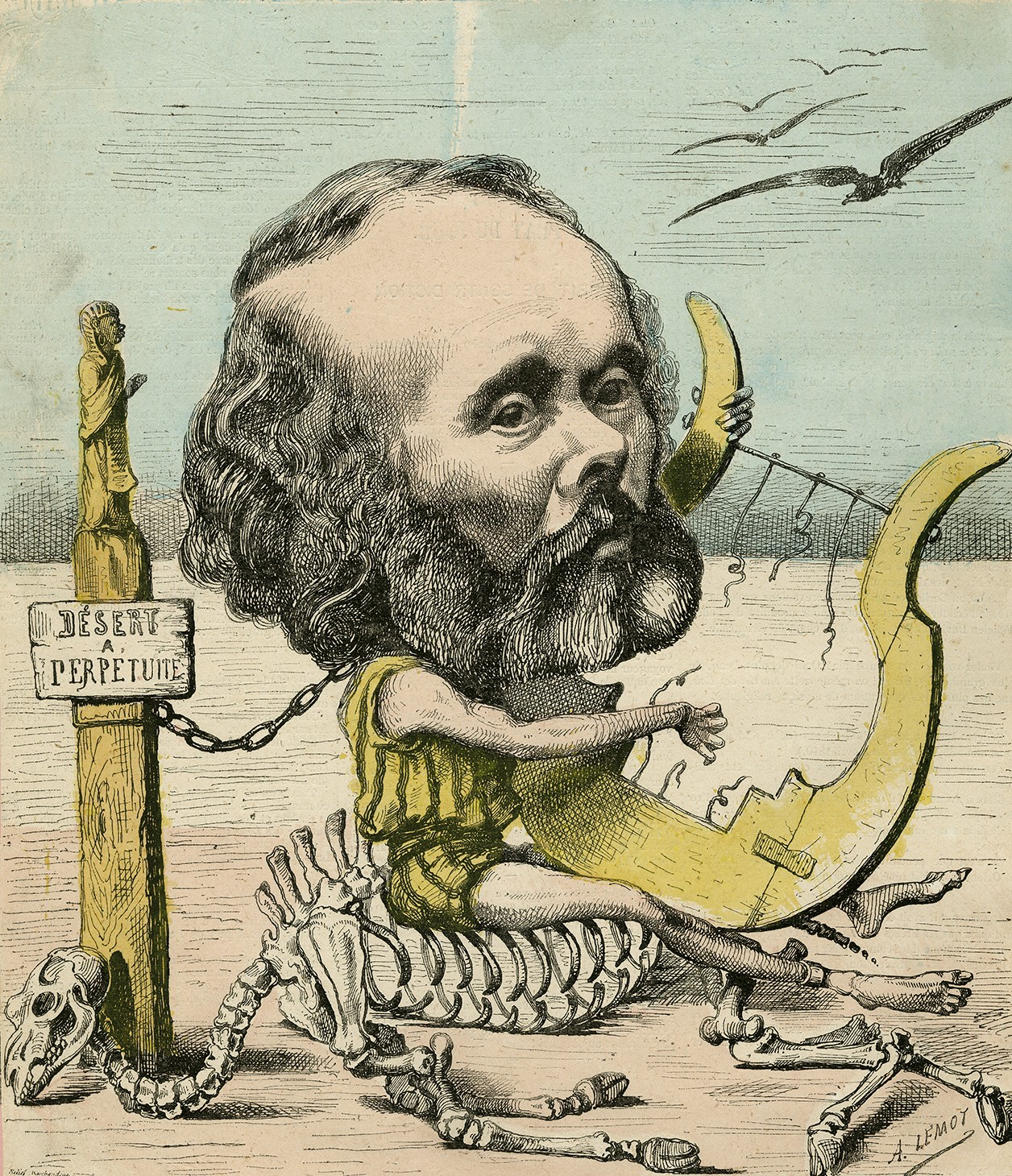
Félicien David au désert (caricature d'Achille Lemot, 1868)

Le Désert est une ode-symphonie en trois parties pour récitant, ténor, chœur d'hommes et orchestre, sur une musique de Félicien David et un texte d'Auguste Colin, achevée et créée en 1844.

## Déroulé de l'œuvre
(selon la publication discographique de 1991 ci-après visée)

### 1repartie:L'Entrée au désert
- - L'Entrée au désert
  - Chant du désert – Glorification d'Allah
  - L'Apparition de la caravane
  - La Marche de la caravane
  - La Tempête au désert
  - Le calme renaît et la caravane reprend sa marche

### 2epartie:La Nuit
- - L'Étoile de Vénus
  - Hymne à la nuit
  - La Fantaisie arabe
  - La Danse des almées
  - La Liberté au désert
  - La Rêverie du soir

### 3epartie:Le Lever du soleil
- - Le Lever du soleil
  - Le Chant du muezzin
  - La caravane reprend sa marche
  - La caravane disparaît au loin
  - Chant du désert – Glorification d'Allah

## Création et reprises à Paris (sélection)
- Création le 8 décembre 1844 au Conservatoire de Paris sous la direction musicale de Théophile Tilmant
- Reprises : 
  - le 27 décembre 1844 au Théâtre-Italien sous la direction musicale de Théophile Tilmant
  - le 16 février 1845 au Cirque Olympique des Champs-Élysées sous la direction musicale d'Hector Berlioz
  - le 1er mars 1885 au Théâtre du Châtelet sous la direction musicale d'Édouard Colonne
  - le 6 mai 2014 à la Cité de la musique (+ concerto pour piano no  5 de Camille Saint-Saëns, avec Bertrand Chamayou en soliste) par les interprètes de la version discographique de 2015 ci-après visée

## Critique de la création
« Si nous étions un peuple artiste, si nous adorions le beau, si nous savions honorer l’intelligence et le génie, si ce Panthéon existait à Paris, nous l’eussions vu dimanche dernier illuminé jusqu’au faîte, car un grand compositeur venait d’apparaître, car un chef-d’œuvre venait d’être dévoilé. Le compositeur se nomme Félicien David, le chef-d’œuvre a pour titre : le Désert, ode-symphonie. » (extrait de la critique de la création par Hector Berlioz dans le Feuilleton du Journal des débats du 15 décembre 1844)

## Discographie
- 1991 (publication) : Olivier Pascalin (récitant), Bruno Lazzaretti (ténor), Chor der St. Hedwigs-Kathedrale Berlin, Radio-Symphonie-Orchester Berlin, Guido Maria Guida (direction), 1 CD Capriccio réf. 10379
- 2015 (publication) : Jean-Marie Winling (récitant), Cyrille Dubois et Zachary Wilder (ténors), Chœur de chambre Accentus, Orchestre de chambre de Paris, Laurence Equilbey (direction), 2 CD Naïve réf. V5405 (CD 1 : version sans récitant ; CD 2 : version avec récitant)